# Nils Herman Quiding
Nils Herman Quiding, född 30 augusti 1808 i Malmö Karoli församling, Malmöhus län, död 26 december 1886 i Malmö Sankt Petri församling, Malmöhus län, var en svensk jurist, journalist, författare och politisk tänkare.

## Biografi
Quiding var 1838–1842 redaktör för Malmö Tidning, 1847–1879 rådman i Malmö och representant för borgarståndet i Malmö vid riksdagen 1862–1863.
Under pseudonymen Nils Nilsson, arbetskarl utgav han sitt mest kända verk Slutliqvid med Sveriges lag i 4 band. Han brukar beskrivas som utopisk socialist, driven av reformiver och rättskänsla. Hans idéer är högst personliga och stilen är något tungfotad. August Strindberg var en av hans beundrare. Quiding var samtida med Första internationalen, men stod ganska främmande för dess verksamhet. Parallellt med Marx' begrepp arbetarklass-borgarklass använde Quiding (och efter honom Strindberg) uttrycken överklass-underklass.
Han var son till prosten Nils Quiding Jönsson och dennes maka Sara Maria Quiding, gift med Anna Catarina Åkerblom och far till friherrinnan Annie Åkerhielm af Margrethelund,, som i sin tur var gift med Dan Åkerhielm af Margrethelund.
Quiding har fått ett kvarter i Malmö uppkallat efter sig, just norr om Värnhemstorget.
Quiding är begravd på Gamla kyrkogården i Malmö (kvarter 2, gravplats 2).

### Sjölunda
Quiding anlade på 1850-talet en sommarvilla (riven 1926) mellan den dåvarande kusten och södra stambanan och kallade denna "Sjölunda". Här anlades 1922 en järnvägshållplats "Sjölunda".. Villan låg vid norra delen av "Sjölundaviadukten" (ursprungligen byggd 1931). Nordost om Sjölundaviadukten ligger "Sjölundadammarna" vilka tidigare var en fin fågellokal (med bland annat häckande svarthalsad dopping), vilken dock minskade betydligt i värde då dammarna till stor del fylldes igen på 1970-talet för utvidgande av järnvägsområdet. Malmös största avloppsreningsverk, VA SYDs Sjölunda avloppsreningsverk, har också fått sitt namn efter Quidings sommarvilla (som dock låg cirka två km söder om detta reningsverk), liksom kvarteret Sjölunda på vilket detta reningsverk jämte Sysavs avfallskraftvämeverk ligger.